# 卢前

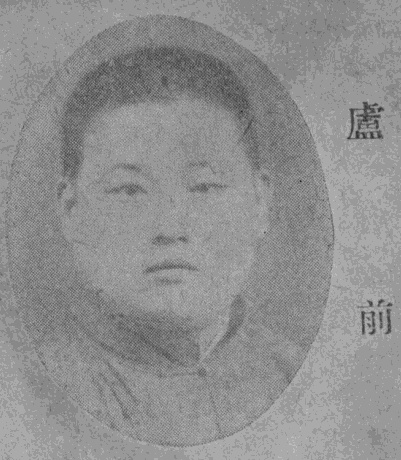
盧前

盧前（1905年3月2日—1951年4月17日）原名正紳，字冀野，自號飲虹、小疏。江蘇南京人。詩人、文學和戲劇史論家、散曲作家、劇作家、學者，稱為“江南才子”。

## 生平
自小聰穎，“十歲能文章”，“年十二三始好韻語”。1921年投考國立東南大學（後更名国立中央大学）國文系，雖中文成績優異卻因數學零分而未被錄取，翌年以“特別生”名義被錄取入國文系，師從吳梅、王伯沆、柳詒、李審言、陳中凡等人。東大畢業後曾受聘在金陵大學、河南大學、暨南大學、光華大學、四川大學、中央大學等大學講授文學、戲劇。曾任《中央日報》「泱泱」主編、國民政府國民參政會四屆參議員、國立音樂專科學校校長、南京市文獻委員會主任、南京通志館館長等。1951年在南京病逝于南大醫院。

## 主要著作
一生著作豐富。主要劇作:
- 《飲虹五種》
- 《楚鳳烈》傳奇十六出
- 《窺簾》或《女惆悵爨》
- 《孔雀女》

戲曲史論著作有:
- 《明清戲曲史》
- 《中國戲曲概論》
- 《讀曲小識》
- 《論曲絕句》
- 《飲虹曲話》
- 《冶城話舊》